# Georges Bereta
Georges Bereta (født 15. maj 1946 i Saint-Étienne, Frankrig, død 4. juli 2023) var en fransk fodboldspiller, der spillede som angriber. Han var på klubplan tilknyttet AS Saint-Étienne og Olympique Marseille, og spillede desuden 44 kampe for det franske landshold. Med Saint-Étienne vandt han hele seks franske mesterskaber og tre Coupe de France-pokaltitler, mens det med Marseille blev til en enkelt pokaltriumf.

## Titler
Ligue 1
- 1967, 1968, 1969, 1970, 1974 og 1975 med AS Saint-Étienne

Coupe de France
- 1968, 1970 og 1974 med AS Saint-Étienne
- 1976 med Olympique Marseille